# Національна дорога 3 (Польща)
Національна дорога 3 (скорочено DK3) — національна дорога класу S і GP у західній частині Польщі, у воєводствах: Західнопоморське, Любуське та Нижньошльонське, протяжністю 504 км, меридіан проходить від Свіноуйсьце до Якушице. Це польська частина міжнародного маршруту E65 від Мальме у Швеції до Ханьї на Криті.

## Допустиме навантаження на вісь
1 травня 2004 року, у день вступу Польщі до Європейського Союзу, набула чинності постанова Міністерства інфраструктури, згідно з якою було дозволено рух транспортних засобів з навантаженням на одну вісь до 11,5 тонн — спочатку ділянка об’їзної дороги Свіноуйсьце — Волін. 15 листопада 2005 року підвищену пропускну спроможність було поширено на всю протяжність дороги 3, яка діє й сьогодні.

## Автомагістраль А3
У 1993–2001 роках планувалося будівництво автомагістралі A3 як нового маршруту DK3, але концепція не була реалізована.

## Швидкісна дорога S3
З червня 2024 року вся траса державної дороги №3 має проходити як швидкісна дорога S3. Зараз на протяжності 404,7 км DK3 має статус швидкісної (включаючи 18,3 км ділянки, спільної з автомагістраллю А6 ), додатково побудовано два однопроїзних фрагменти загальною протяжністю 5,4 км на пд. стандарт дороги класу: об’їзна дорога Мендзиздроє (2,9 км) та кільцева дорога Воліна (2,5 км).

## Міста на маршруті DK3
- Свіноуйсьце (DK93)
- Мендзиздроє - кільцева дорога
- Волін - кільцева дорога
- Голенюв (S6) – об’їзд S3
- Щецин (дорога № 10) - кільцева дорога S3 / A6
- Гожув-Велькопольський (дорога № 22) - кільцева дорога S3
- Сквежина - кільцева дорога S3 (DK24)
- Мендзижеч - кільцева дорога S3
- Свебодзін (дорога № 92) - об'їзд S3
- Сулехув (дорога № 32) – об’їзд S3
- Зелена Гура (дорога № 32) – об’їзд S3
- Нова Суль - кільцева дорога S3
- Польковиці - кільцева дорога S3
- Любін (дорога № 36) - S3 об'їзд
- Легниця (A4, дорога № 94) - об'їзд S3
- Явор - кільцева дорога S3
- Болькув (DK5) - кільцева дорога
- Єленя Гура (DK30)
- Пєховиці - кільцева дорога
- Шклярська Поремба
- Якушице – кордон з Чехією

## Дивись також
- Швидкісна дорога S3 (Польща)
- E65 (Європейська траса)